# 八陣政五郎
八陣 政五郎（はちじん まさごろう、1848年（嘉永元年） - 没年不明）は、阿波国海部郡浅川（現・徳島県海部郡海陽町）出身の大相撲力士。本名は石垣芳藏？→政五郎。最高位は大関。

## 略歴
大坂相撲の8代小野川に入門、初名は松尾崎 芳藏。1874年（明治7年）6月前頭上段に上がり、1876年（明治9年）6月前頭筆頭まで進むが場所前に紛擾が起き脱走して高越山谷五郎一派（開化組）に加わる。1878年（明治11年）9月に帰参し復帰組（この場所は残留組、復帰組と別々に番付を作成した）の関脇となり八陣 芳藏と改名。1880年（明治13年）9月下の名を政五郎とする。1882年（明治15年）8月大関昇進。1887年（明治20年）9月限り引退。現役時から八陣の名で頭取（年寄）を兼務し1900年（明治33年）6月11代小野川を襲名し取締を務めた。1902年（明治35年）6月弟弟子の八陣調五郎に小野川の名跡を譲り元の八陣に戻って1904年（明治37年）5月まで一代頭取を務めた。